# 可視光通信

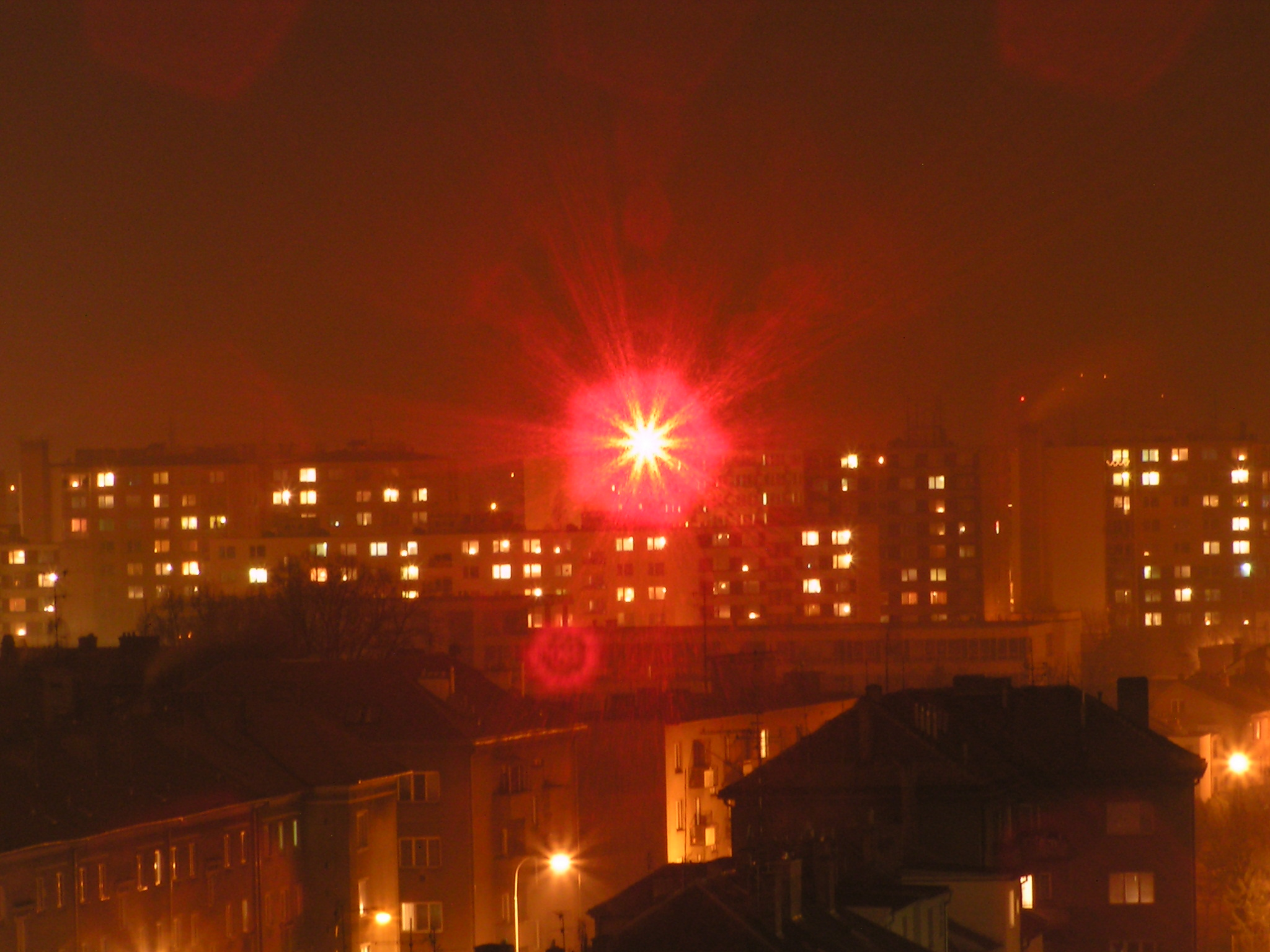
RONJAは無料で利用できる高輝度発光ダイオードを使用した自由空間光通信である。

可視光通信(かしこうつうしん)とは、人の目に見える可視光線帯域の電磁波を用いた無線通信の一種。
将来的に、全ての照明が、高速変調可能なLED照明や有機EL照明に置き換わることで「照明が通信インフラになる」、という社会応用面からの点で注目され実用化が推進されている。（このように照明を使う可視光通信は、特に照明光通信と呼ばれる）
しかし照明の流用以外にも様々な研究開発がなされており、「可視光通信」はきわめて多岐にわたる技術・応用領域の総称となっている。

## 特徴
可視光を通信に利用することの長所や短所には以下のものがある。
- 長所
  - 生体に影響がなく安全、電磁波で他の機器に影響を与えることがない
  - 発信源・通信経路が目に見えるので、通信範囲が一目で分かる
    - 従来の電波を用いた通信は、遮蔽物の材質により透過・反射・減衰など予測ができないが、可視光であれば人間にとって非常に直感的である。（欠点でもある）

  - 電波の知識を要さず、遮蔽板、鏡、レンズなど身近で一般的な道具により容易に通信範囲の変更ができる
  - 非常に高い指向性での伝播制御や、空間分解能を得られる
    - 指向性を利用し、特定の相手とだけ通信するなどの応用が可能である。

  - 通信のエネルギーを照明に流用できる
- 短所
  - 見通しできないと通信できない（長所でもある）
  - 自然／人工の環境ノイズ源、干渉源が多い
    - 電波においては、大気の窓によりマイクロ波を除き、宇宙からエネルギーの多くが遮断されるため、自然背景ノイズは比較的低いエネルギーで安定している。しかし、可視光においては、屋外の昼では強烈な太陽光の影響を受ける。また室内や夜間においても、ヒトが活動しているところには様々な照明や表示装置があるため、常に高いレベルで環境のノイズが存在している。

## 用途
- 近傍端末間通信
  - 高速で数Mbpsから数百Mbpsの速度で数mの範囲で情報伝送を行う。電波、赤外線に対して、送信光のビーム・スポットを意識して向けられるので、使い勝手がよく、同じ通信パワーで伝送速度の高速化や、到達距離を長くしやすい。さらに機器につけられているインジケータや表示のバックライトを通信に流用できる点も利点である。
- 水中通信
  - 電波の伝播が困難な水中で、ダイバー間通信などを行う。
- 照明からの片方向情報配信(照明光通信)
  - 一般照明
    - 屋内位置情報の配信
    - スポットエリアの情報提供

  - 公共照明
    - サイネージ情報通信
    - 信号機
    - 灯台

  - 可視光LAN
    - 照明やスタンドでワイヤレスLANを行う。下り通信に照明を使うが、上りには赤外線を使った例もある。[1]

  - AR(拡張現実)
    - カメラ画像と可視光通信による情報を結びつける。

## 技術

### 送信デバイスと変調方法
LED、EL、レーザー、蛍光灯などが用いられる。
特に照明光通信においては、通信機能を実現しながら、ちらつき、輝度や配光、色味への配慮、調色や調光など、照明としての品位・機能を同時に満たすことが求められる。
変調は、光の輝度をパルスとする変調を用いるが、確定的な変調方法は定まっておらず、搬送帯域伝送を使うものもベースバンド伝送のものもあり様々である。（蛍光灯を利用する場合は搬送帯域伝送に限る）
変調周波数も、応用領域により異なり、数百MHzのものから、数kHz、などと様々である。また、周波数多重として、多色を用いた変調も提案されている。
なお、変調方法として光源発光を直接制御するのでなく、ミラー等の反射を用いるものもある、この方法で具体的なものは、マイクロミラーのアレイであるDMDプロジェクターで面投影の際に1画素ごとに異なる変調を出す可視光通信の研究もある。

### 受信デバイス

#### フォトダイオード
通常受信デバイスには、フォトダイオードが用いられる。
高感度のためにPINフォトダイオードが用いられる。
また、長距離（数十ｍ）のために、レンズによる集光を用いることもある。

#### イメージセンサ
受信デバイスにイメージセンサ（カメラ）を用いる通信も可視光通信として提案されており、イメージセンサ通信といわれている。
結像レンズと、イメージセンサを使うことで、通信としての特性に加えて、ユーザインタフェースの特性をもち、画像表示との組み合わせにより、AR（拡張現実）などの独特の応用が可能となる。
- 長所
  - 外乱や干渉にきわめて強い
    - 通信以外の光源からの干渉を「空間分離」といわれる特性で排除できる。

  - 1画素が見えていれば良い（長距離通信が可能）
    - 数十 m程度の通信距離を比較的容易に確保できる。が、2 km先の灯台（海上ブイ）からの情報受信の実験などに成功した例がある。

  - 通信源の位置が把握できる
    - 受信を行うと、必然的な副産物で画像上の座標が得られる。画像と情報を完全に重ね合わせができる。（ARにおける幾何的整合問題が発生しない）

  - 同時に多数の信号を捕らえられる、ないしは空間的並列による高速化ができる
  - 情報の受信と二次元的な位置把握が同時にでき、画像と組み合わせることができる

- 短所
  - 高速化が難しい
    - 特殊な専用イメージセンサーによりG bpsを達成したもの[4]もあるが、一般的カメラ構造を踏襲した構成の場合、フォトダイオードを使った場合に比べて高速化は難しく、数k bps程度が現状の性能である。これは、イメージセンサの撮像周期（フレームレート）に変調信号の基本周波数が左右されるためである。

## 変調光の諸問題

### 変調光とフリッカー（ちらつき）
ヒトの視覚の時間周波数特性によると、フリッカー（ちらつき）の知覚限界 (CFF; 融合周波数) は50 - 70 Hzであり、交流電源で駆動する照明、映画、TVなど、我々は特に気にする事もなく使えている。
ちなみに、日本の通常の家庭用電源の照明は50 Hz／60 Hzの交流で駆動されており、100 − 120 Hzで点滅している（電力は電圧の2乗に比例するので、駆動周波数の倍の点滅回数となる。ただしインバータを用いた照明ではこれよりはるかに高い周波数で点滅している）
しかし、これらは周期的な単純点滅であり、データによって変調を行う場合はONやOFFの連続が発生する。このように変調された光では単純な点滅よりはるかに高い変調周波数でもフリッカを感じることが知られている。
従って、ほとんどの可視光通信は、フリッカレスになるよう、変調周波数を数十 kHzから数 MHzとしており、十分に配慮されている。
ただし、イメージセンサ通信においては、データ速度より広画角や多数光源の並列受信を優先した結果、フリッカが知覚できる変調周波数（数十 Hzから数百 Hz）で通信を行わせるものがある。これの場合は、ちらつきが問題となる照明でなく、視覚上で小さいインジケータLEDを送信源とするとしている。

### 変調光と生物への影響
10 - 30 Hzの強い光の点滅が、光過敏性発作を引き起こされることが知られており、近年では、TV放送におけるポケモンショックなどの事例もある。

ただし、可視光通信では、その変調周波数は完全にヒトの知覚限界以上であり、現状では、高速変調光がなんらかの悪影響を与えることは知られていない。
なお、変調光の生物への影響として、植物栽培において数 kHzのパルス点滅させた照明で光合成の効率が上がるという事例がある。しかし、誤解していはいけないのは、これは「光合成サイクルの中に光を必要としない反応過程があるので、その期間は光を止める」というものである。つまり「照明への同一投入電力で効率が上がる」という効果であり、変調が直接影響を与えているわけではない。

## その他
日本では2003年に、慶應義塾大学理工学部教授の中川正雄らが中心になって「可視光通信コンソーシアム」が結成され、可視光通信の実用化に向けて様々な普及促進活動が行われてきたが、2014年5月に「可視光通信コンソーシアム」が発展解消されて、「一般社団法人可視光通信協会」が設立された。

## 標準規格
- JEITA CP-1221/1222/1223
  - 片方向4.8kbpsの主に照明光通信用
- ARIB STD-T50 4.0版 
  - 下り可視光、上り赤外を用いた光LAN（赤外光LANの可視光拡張）
- IrDA「可視光通信標準規格」1.0版
  - IrDAの可視光通信拡張、互換性確保規格
- IEEE
  - 802.15.7  規格リリース済みの可視光通信規格
  - 802.15.SG7a  イメージセンサを使った可視光通信規格。現在、策定作業中